# Justicia pseudohypoestes
Justicia pseudohypoestes är en akantusväxtart som beskrevs av Raymond Benoist. Justicia pseudohypoestes ingår i släktet Justicia och familjen akantusväxter. Inga underarter finns listade i Catalogue of Life.